# Ficus castellviana
Ficus castellviana är en mullbärsväxtart som beskrevs av Armando Dugand. Ficus castellviana ingår i släktet fikonsläktet, och familjen mullbärsväxter. Inga underarter finns listade i Catalogue of Life.